# Plébiscite sur la Constitution de l'an X

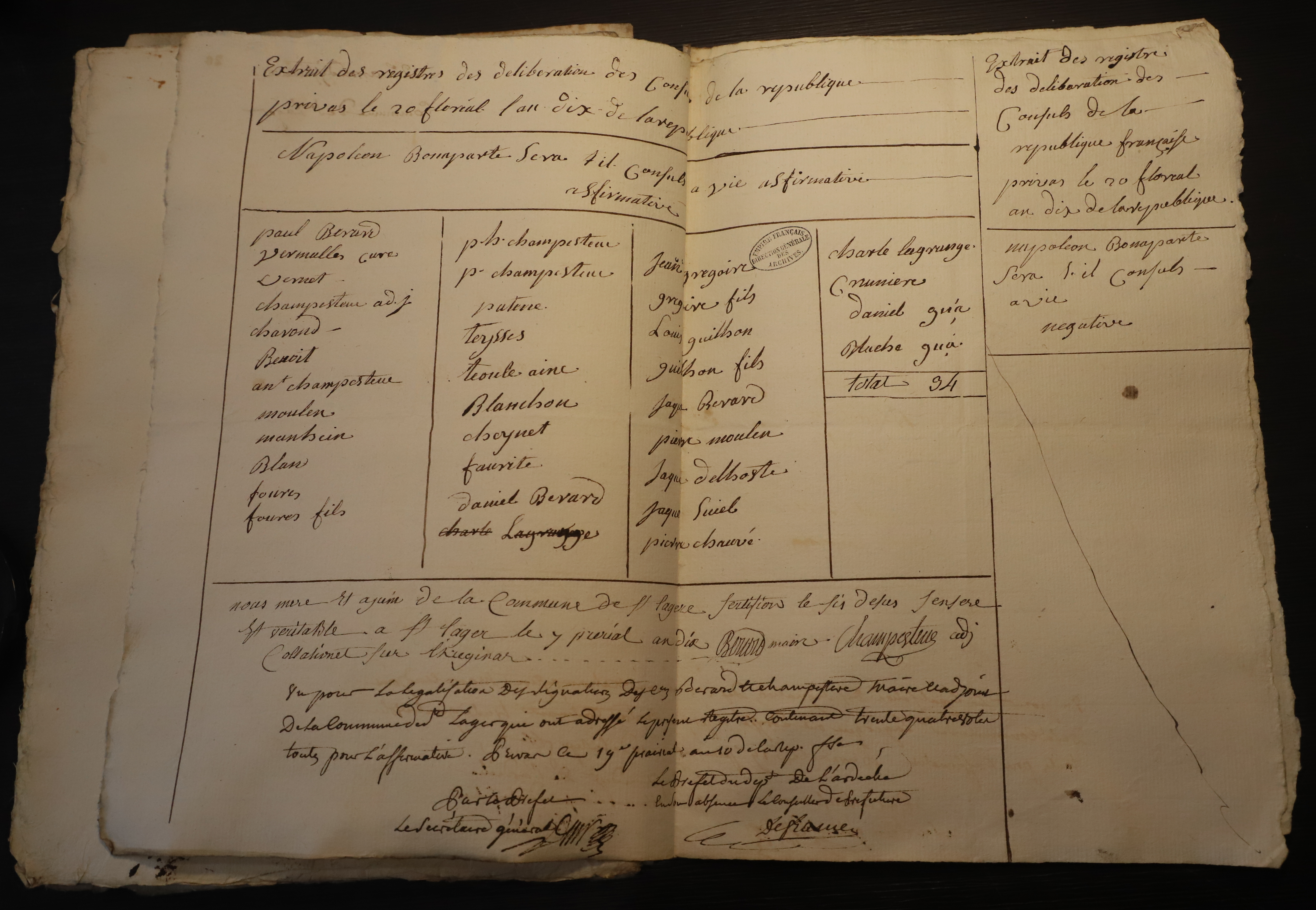
Registre du plébiscite de Saint-Lager, en Ardèche.

Le plébiscite sur la Constitution de l'an X se tient en France en mai 1802. Les Français sont amenés à se prononcer sur la question : « Napoléon Bonaparte sera-t-il consul à vie ? ». 

## Contexte
Le plébiscite précède et conditionne le sénatus-consulte du 16 thermidor an X, qui fait effectivement de Napoléon un consul à vie et renforce ses pouvoirs. Le Conseil d'État organise ce scrutin dans le contexte de la réélection récente de Napoléon pour 10 ans, une durée insuffisante d'après lui.

## Résultat
| Choix              | Votes     | %     |
| ------------------ | --------- | ----- |
| Pour               | 3 568 885 | 99,77 |
| Contre             | 8 374     | 0,23  |
| Total              | 3 577 259 | 100   |
| Nombre d'électeurs | 7 000 000 |       |

## Modalités
Le vote n'est pas anonyme : les votants signent ou font signer un registre dans leur commune. Ces registres ont été conservés, bien que leur destruction après décompte des voix ait été garantie. Consultables aux Archives nationales, ils permettent de connaître le vote émis par plusieurs personnalités notables, comme La Fayette, qui vote non.